# فرونلایتن
فرونلایتن (به آلمانی: Frohnleiten) یک شهر در اتریش است که در گراتس اومگبونگ واقع شده‌است. فرونلایتن ۱۲۷٫۶۲ کیلومتر مربع مساحت دارد ۴۳۸ متر بالاتر از سطح دریا واقع شده‌است.